# دار بعشتار
دار بعشتار (به عربی: دار بعشتار) یک منطقهٔ مسکونی در لبنان است که در شهرستان کوره واقع شده‌است.
 دار بعشتار   ۳۰۰ متر بالاتر از سطح دریا واقع شده‌است.